# コロニー (ジュネーヴ州)

コロニーの紋章

コロニー Colognyはスイス連邦、ジュネーヴ州のレマン湖左岸に位置する基礎自治体(コミューンcommune)。ジュネーヴ州のシェヌ＝ブジュリー、コロンジュ・ベルリヴ、ジュネーヴ、ヴァンドゥーヴルのコミューンに囲まれている。
ジュネーヴ州でも最も裕福な階層が住むと言われ、世界経済フォーラムWorld Economic Forum本部や、マルタン・ボドマー財団Fondation Martin Bodmerがある。

## データ
- 面積:3.66 km²
- 人口:4936人(2008年1月)